# Мартін Шинделарж
Мартін Шинделарж (чеськ. Martin Šindelář, нар. 22 січня 1991) — чеський футболіст, захисник клубу «Простейов».

## Клубна кар'єра
Народився 22 січня 1991 року. Вихованець футбольної школи клубу «Кладно». У дорослому футболі дебютував 2010 року виступами за команду «Сігма» (Оломоуць), в якій провів понад 100 ігор чемпіонату і став з командою володарем Суперкубка Чехії 2012 року, обігравши «Слован» (Ліберець).
Своєю грою привернув увагу представників тренерського штабу клубу «Банік», до складу якого приєднався на початку 2017 року. Відіграв за команду з Острави три сезони своєї ігрової кар'єри. Більшість часу, проведеного у складі «Баніка», був основним гравцем захисту команди.
Протягом 2020—2024 років захищав кольори клубів «Карвіна», «Татран» (Ліптовський Мікулаш) та «Кошиці».
До складу клубу «Простейов» приєднався 2024 року. Станом на 21 березня 2025 року відіграв за команду з Простейова 17 матчів в національному чемпіонаті.

## Виступи за збірні
2008 року дебютував у складі юнацької збірної Чехії (U-17), загалом на юнацькому рівні взяв участь у 7 іграх.

## Титули і досягнення
- Володар Суперкубка Чехії (1):

«Сігма» (Оломоуць): 2012

## Особисте життя
Його батько, Радек Шинделарж, також був футболістом